# Poppo I. (Reichenbach)
Poppo I. von Reichenbach (auch Boppo oder Poffo; † 1156) war ab 1123 Graf von Reichenbach, von 1141 bis 1156 Graf von Hollende, Burggraf von Amöneburg und Graf von Felsberg.
Poppo war der jüngste Sohn des Grafen Gozmar I. aus der Grafenfamilie von Reichenbach, von der sich ab 1144 ein Zweig Grafen von Ziegenhain nannte.
Poppo beerbte 1123 seinen älteren Bruder Rudolf I. als Graf von Reichenbach (der Ziegenhainer Teil des väterlichen Besitzes war an seinen Bruder Gozmar II. gefallen), war zumindest seit 1138 Untervogt des Klosters Hersfeld, und hielt ausgedehnte ererbte Vogteirechte und Allodialbesitz um Homberg (Efze) und Hessisch Lichtenau, die er vor allem durch Ausnutzung seiner Hersfelder Vogteirechte stetig ausbaute. Durch seine Heirat mit Bertha von Felsberg erlangte Poppo weiteren ausgedehnten Besitz um Jesberg, Haina und Wildungen sowie am Unterlauf der Eder, vor allem um Brunslar. Sein Herrschaftsbereich erstreckte sich zuletzt vom Meißner bis nach Rotenburg an der Fulda und umfasste außerdem wichtigen Streubesitz bei Frankenberg (Eder). Der Mainzer Erzbischof Adalbert II. belehnte Poppo 1141 mit der Burg Hollende, der ehemaligen Stammburg der 1137 im Mannesstamm ausgestorbenen Gisonen bei Wetter, und ernannte ihn 1145 zum Burggrafen von Amöneburg, wo Kloster und Stadt 1121 unter Erzbischof Adalbert I. an Kurmainz gekommen waren und die Burg 1145 erbaut wurde.
Poppo nannte sich daher Graf von Reichenbach, Hollende und Felsberg.
Als Lehnsmann von Mainz auf Hollende und Amöneburg war es Poppos Aufgabe, die Interessen des Erzbistums am Kanonissenstift Wetter zu wahren und mögliche Übergriffe der Thüringer Landgrafen abzuwehren.
Poppo und der Ehemann seiner Tochter Luitgard, Volkwin II. von Schwalenberg, stifteten um 1144 das Benediktinerkloster Haina auf der Aulisburg bei Löhlbach, das 1214 an seinen heutigen Standort verlegt wurde.
Poppos Sohn Heinrich I. „Albus“ von Reichenbach, über den nicht viel bekannt ist, beerbte den Vater in Osthessen und wurde 1162 Domvogt von Fulda. Hollende und Felsberg fielen dagegen wohl an Poppos Neffen Poppo II., der bis zu seinem Tod 1170 auf Hollende residierte.